# Charrua (Río Grande del Sur)
Charrua es un municipio brasileño del estado de Rio Grande do Sul.

## Historia
La población estimada para el año 2003 era de 3.835 habitantes.
Tiene una superficie de 198,1 km².
- Datos: Q1803097
- Multimedia: Charrua (Rio Grande do Sul) / Q1803097